# Scotinella pelvicolens
Espèce
Synonymes
- Phruronellus pelvicolens Chamberlin & Gertsch, 1930

Scotinella pelvicolens est une espèce d'araignées aranéomorphes de la famille des Phrurolithidae.

## Distribution
Cette espèce est endémique des États-Unis. Elle se rencontre en Utah et en Idaho.

## Description
Le mâle holotype mesure 2,05 mm.

## Publication originale
- Chamberlin & Gertsch, 1930 : On fifteen new North American spiders. Proceedings of the Biological Society of Washington, vol. 43, p. 137-144 (texte intégral).